# Castillo de Quesa
El castillo de Quesa, en la provincia de Valencia (España), es una fortaleza de origen árabe de reducidas dimensiones construida alrededor del siglo XI, la cual quedó abandonada tras su conquista por Jaime I, y que se sitúa en un cerro próximo a la población que le da su nombre.

## Descripción
De esta pequeña fortificación tan solo son visibles restos dispersos de basamentos de muralla, de una torre, algunas dependencias y el aljibe.
El castillo fue incendiado, como lo demuestran los restos de carbón que aparecen en las capas bajas de la tierra, las piedras de las paredes fueron arrancadas y aprovechadas en los años cincuenta-sesenta para la construcción de calzadas en un campos de olivos cercano.
El ayuntamiento construyó un repetidor de televisión en el centro del castillo, destrozando su encanto.

## Leyenda
Existe la leyenda de que, desde el interior del castillo, desciende una galería hasta el pueblo, por donde salieron los árabes burlando el cerco al que los tenían sometidos los cristianos. Lo cierto es que, en varias casas y siempre en la misma línea, el suelo se ha hundido en varias ocasiones, descubriéndose una galería larga que se perdía en dirección a las huertas cercanas.